# Виноградский, Сергей Николаевич
Серге́й Никола́евич Виногра́дский (1 [13] сентября 1856, Киев — 24 февраля 1953, Париж) — российский микробиолог, основатель экологии микроорганизмов и почвенной микробиологии. Открыл хемосинтезирующие микроорганизмы — «автотрофную живую систему 2-го рода», выполняющие важную роль в геохимических процессах земной коры.
Иностранный член Лондонского королевского общества (1919), Французской академии наук. В 1923 стал почётным членом Российской АН.

## Биография
Сын крупного землевладельца, учредителя Киевского земельного банка Николая Константиновича Виноградского и жены его Натальи Викторовны Скоропадской.
В 1873 году окончил 2-ю Киевскую гимназию и поступил на юридический факультет Киевского университета. Однако уже через месяц перешёл на естественное отделение физико-математического факультета. Через два года, не удовлетворенный занятиями, он оставил университет и поступил в Петербургскую консерваторию в класс фортепиано, где получил музыкальное образование.
В ноябре 1877 году поступил на второй курс естественного отделения физико-математического факультета Санкт-Петербургского университета. После его окончания в 1881 году посвятил себя микробиологии и в 1885 году уехал для дальнейшего обучения в Страсбург к Антону де Бари. В 1887—1888 годах, работая в лаборатории Антона де Бари, впервые показал возможность получения энергии за счёт окисления сероводорода и использования её для ассимиляции углекислого газа, открыв таким образом хемосинтез (осуществляющие этот процесс организмы он назвал аноргоксиданты). До этого единственными автотрофными организмами считались фотосинтезирующие растения, поэтому данные работы обеспечили Виноградскому мировое признание.
После смерти Антона де Бари в 1888 Виноградский продолжил работу в институте гигиены университета в Цюрихе. Здесь он подтвердил наблюдения Уорингтона о том, что процесс нитрификации идёт в две стадии, и выделил культуры бактерий-нитрификаторов. Развивая идеи хемосинтеза, он доказал, что углерод для строения клеточного вещества может быть получен только фиксацией углекислого газа.
В 1894 году стал членом-корреспондентом Императорской Санкт-Петербургской АН, а в 1895 году выделил первую азотфиксирующую бактерию Clostridium pasteurianum.
Несмотря на многочисленные предложения остаться в Цюрихе или переехать в Париж, в 1899 году Виноградский вернулся в Санкт-Петербург, где работал в Институте экспериментальной медицины.
В 1902 году получил докторскую степень и с этого времени по 1905 был директором института. Здесь он занимался изучением опасных инфекций, в частности чумы. Его помощником был Д. К. Заболотный, ставший впоследствии основоположником отечественной эпидемиологии.
В 1905 году по состоянию здоровья покидает институт и переезжает из сырого Петербурга в Городок, Каменец-Подольской губернии, где обращается к проблемам земледелия и почвоведения.
После революции 1917 уехал сначала в Швейцарию, а затем в Белград, где написал книгу «Железобактерии как антиоксиданты». В 1922 году, по предложению Эмиля Ру, директора института Пастера, создал при институте отдел сельскохозяйственной биологии (другой вариант перевода: агробактериологии) в Бри-Комт-Робер недалеко от Парижа, которым руководил до самой смерти.
Изучая почвенное микробное сообщество С. Н. Виноградский разделил всех живущих в ней микроорганизмов на автохтонные (типичные, встречающиеся всегда) и аллохтонные (зимогенные) (развитие которых связано с увеличением концентрации органического вещества). Это деление оказалось применимым для большинства экосистем. Изучал разложение целлюлозы и цикл азота. В 1949 году на французском языке вышла его книга «Микробиология почвы, проблемы и методы», в 1952 в СССР издан её перевод на русский.
Свою последнюю научную работу в 1952 году Виноградский посвятил систематике бактерий.

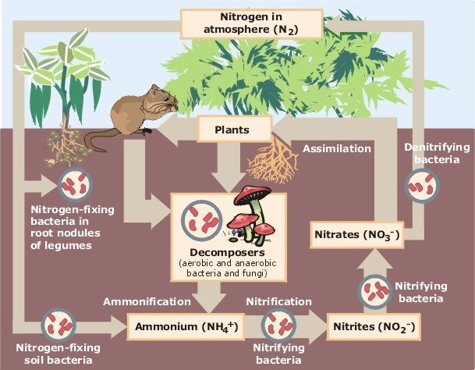
Круговорот азота в природе

## Память
В 2003 году имя учёного присвоено Институту микробиологии РАН.

## Семья
- Брат — Александр (1855—1912), музыкальный педагог, женат на Лидии Михайловне урождённой ?
- Сестра — Мария (1859—1903), в первом браке за Александром Федоровичем Казимиром (1853—1889), братом К. Ф. Казимира, у неё с ним Мария, Лидия и Георгий. После смерти первого мужа вышла замуж за Константина Константиновича Ушинского (1859—1918). В этом браке 4 детей: Дмитрий, Максим, Николай и Марианна.
- Брат — Николай (1864—1878), умер от юношеской формы сахарного диабета.
- Жена — Зинаида Александровна, урождённая Тихоцкая (1862—1939)
  - Дочь — Зинаида (1880—1917), замужем за Юрием Юрьевичем Цветковским (младшим),
  - Дочь — Татьяна (1881—?), замужем за Константином Юрьевичем Цветковским, с августа 1920 в эмиграции, жила во Франции.
  - Дочь — Екатерина (1883—?), в замужестве Шрамченко, позднее Быхавская, микробиолог, помогала отцу, работала в институте Пастера во Франции.
  - Дочь — Елена (1890—?), в замужестве Блавдзевич, в эмиграции в Польше, позднее во Франции.
- Любовница — Луиза Циллвегер (Zillweger, (около 1877—после 1950), фиктивно замужем за А. Н. Рубашкиным.
  - Дочь — Зинаида Александровна Рубашкина (1906—после 1953), в замужестве Бергер[8].